# Argus géant
Argusianus argus
Espèce
Statut de conservation UICN

 VU  : Vulnérable
Statut CITES
L'Argus géant (Argusianus argus) est une espèce d'oiseaux de la famille des Phasianidae, seul membre du genre Argusianus.

## Description
Ce grand faisan présente un plumage presque identique chez les deux sexes avec une dominante brun sombre finement moucheté de beige. La poitrine et le cou sont unis et de couleur roussâtre. La tête nue est bleutée, la nuque et la calotte sont emplumées, noire chez le mâle, blanche chez la femelle. Le mâle se différencie de cette dernière par deux des plumes de sa queue, très allongées (jusqu'à quatre fois la longueur des autres rectrices) et par ses rémiges secondaires extrêmement longues, marquées dans la longueur par une série d'ocelles verdâtres. Le dos du mâle est également plus clair jaune-roux et tacheté de noir. Il déploie ses ailes en dansant devant une femelle. Le bec massif et crochu est blanchâtre. Les pattes sont rougeâtres et ternes.
La sous-espèce grayi est plus terne, plus petite, mais sa poitrine est plus rousse.

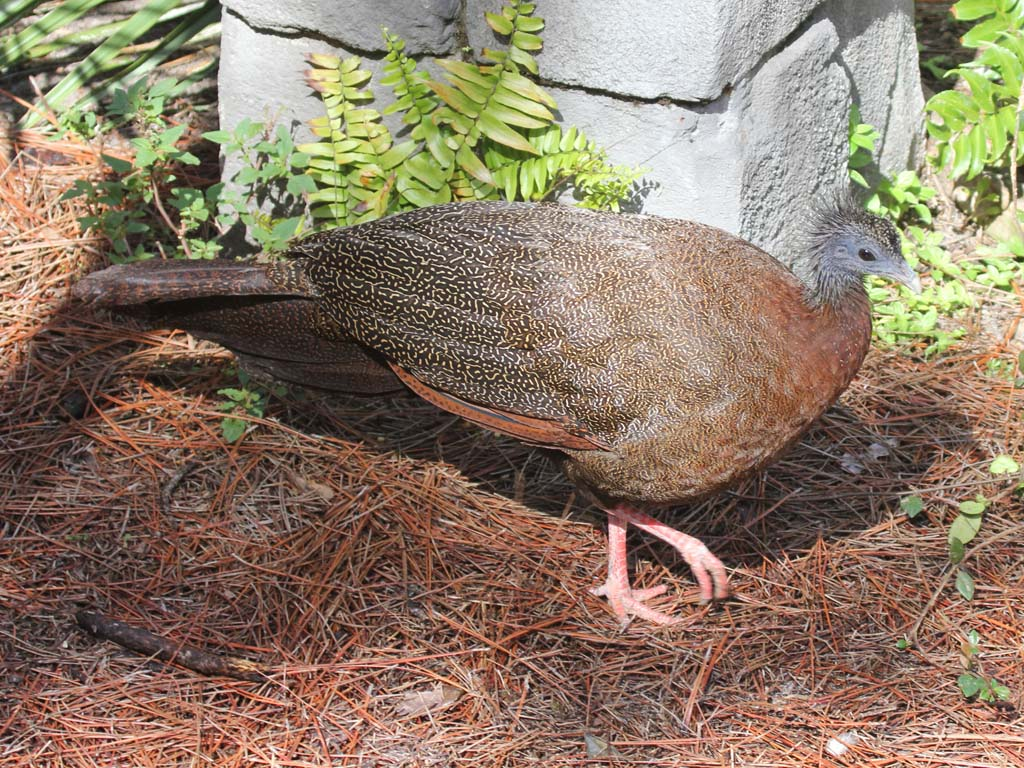
Femelle, zoo de Lowry, Floride, États-Unis
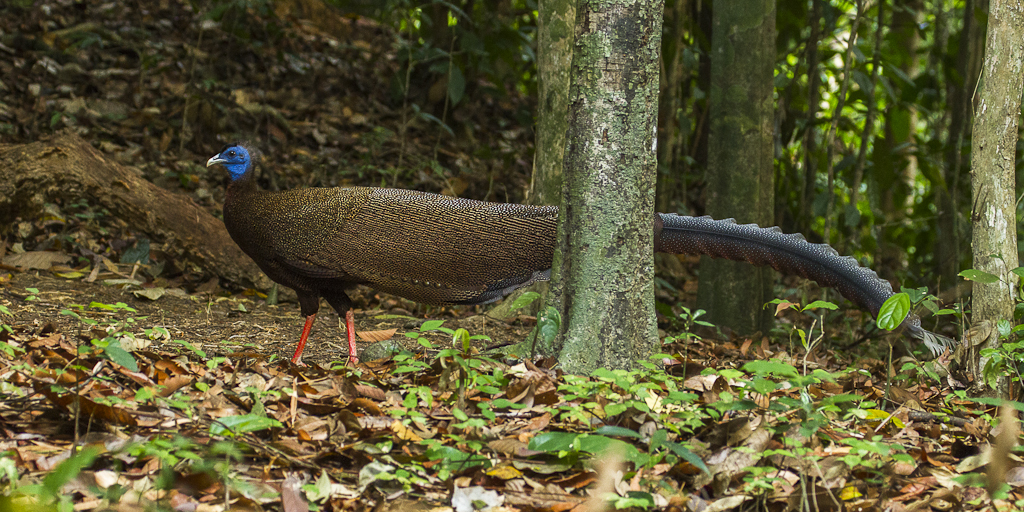
Mâle, parc national de Khao Sok, Thaïlande

Le mâle mesure 160 à 200 cm de longueur et la femelle 74 ou 75 cm pour un poids moyen de 1,7 kg.

## Comportement
Cet oiseau très discret et craintif se déplace agilement dans les sous-bois denses. Plutôt solitaire, les seuls groupes observés étant ceux d’une femelle avec ses deux jeunes. Il vit principalement au sol où il gratte la surface de la litière de feuilles mortes pour trouver de la nourriture. Il se nourrit principalement le matin et le soir, restant la journée perché dans les arbres.
- Reproduction: Espèce polygyne. Pour séduire une partenaire, le mâle commence par dégager le sol forestier en le piétinant et forme ainsi une grande "place de danse". Ensuite il chante pour attirer les femelles puis il danse et parade pour elles. La parade du mâle est particulièrement impressionnante : il crie bruyamment et écarte largement ses ailes, formant un vaste éventail avec ses ailes et sa queue[3], comme un cercle de plumes, et il sautille devant la femelle. La femelle pond 2 œufs rougeâtres dans un nid sommaire tapissé d'herbes construit entre des racines à contreforts. La période de ponte n'est pas clairement définie mais globalement observée le plus souvent entre mars et juillet. L'incubation (en captivité) dure entre 24 et 25 jours. La femelle élève seule les oisillons[4].
- Régime alimentaire: cet oiseau se nourrit au sol de fruits tombés (Palmae, Annonaceae et Leguminosae), de graines, de feuilles, de mollusques, d’insectes parmi lesquels des fourmis mais pas de termites.
- Cri: Extrêmement puissant. Le mâle émet deux types de hululements sonores : un kouah-OUA'OUH ou kaou-OUA'O qu'il répète plusieurs fois et des oua'oh ("wow") émis de façon espacée[5] qu'il peut répéter à plusieurs reprises, jusqu'à 70 fois[6].

## Habitat et distribution
Cet oiseau peuple les forêts tropicales humides de diptérocarpes de basse altitude jusque 500 m à Sumatra, 1 000 m en Malaisie et 1 300 m à Bornéo mais semble s’adapter aux milieux secondaires pourvu qu’ils comportent de grands arbres. Il vit dans l'extrême sud du Myanmar (Sud du Tenasserim), les parties adjacentes et l'extrême sud de la Thaïlande (Forêts de Bala, Narathiwat), la Péninsule malaise (y compris l’île de Pangkor), à Sumatra et à Bornéo.

## Sous-espèces
Cet oiseau est représenté par deux sous-espèces :
- Argusianus a. argus (Linné, 1766), Argus géant : Myanmar, Thaïlande, Malaisie, Sumatra ;
- Argusianus a. grayi (Elliot, 1865), Argus de Gray : Bornéo.

## Statut, Plan de conservation

### Statut, conservation
L’argus est considéré comme « presque menacé » (Fuller & Garson 2000, Madge & McGowan 2002, BirdLife International 2004). Son abondance varie suivant les pays ; de rare en Thaïlande, où il est très localisé, il passe pour commun en Malaisie et répandu en Indonésie, où la fragmentation des forêts constitue pourtant une menace pour l’espèce, surtout à Sumatra. Sa nature bruyante, en raison des cris des mâles, pourrait faire passer cette espèce pour plus commune qu’elle ne l’est en réalité (Hennache & Ottaviani 2006). Ils sont protégés en Malaisie mais chassés a Bornéo, où leurs plumes sont encore utilisées pour les danses rituelles. La baisse des populations reste principalement causée par la destruction de son habitat.

### Plan de conservation
Argusianus argus fait partie du Programme européen pour les espèces menacées ESB. La Ménagerie du jardin des plantes de Paris en fait notamment partie et héberge au moins un couple (voir photo ci-dessous).

## Légende
L’ornithomancie, ou la divination par le chant ou le vol des oiseaux, est profondément enracinée dans la vie des indigènes de Bornéo. Ainsi l’apparition d’un geai huppé est de bon augure pour les récoltes et sa présence sur une piste de la jungle, du temps des coupeurs de têtes, était aussi un heureux présage pour les guerriers qui voyaient dans sa huppe, la touffe de cheveux des victimes décapitées. Les Dayaks conservent encore maintenant les plumes ornementales de l’argus géant en guise de trophée et leurs chefs les portent dans leurs coiffes ou sur leurs costumes d’apparat à l’occasion de fêtes et de danses rituelles. Les Ibans, quant à eux, utilisent souvent l’argus géant comme motif de tatouage. En effet d’après une ancienne légende locale, l’argus doit ses magnifiques décorations aux tatouages que lui a dessinés le coucal, un oiseau aux dessins moins raffinés, de la famille des coucous. L’argus et le coucal avaient, un jour, décidé de se décorer mutuellement afin de tromper leurs ennemis. Le coucal, très adroit, se mit à peindre minutieusement les magnifiques ocelles, les « yeux de l’argus » avec une subtile répartition de nuances claires et foncées donnant l’impression de véritables boules en relief. L’argus, quant à lui, peureux et paresseux de nature, ne se souciait guère de remplir ses obligations. Alors qu’il était enfin sur le point de commencer, il lança un cri soudain pour prévenir de l’imminence d’un danger, renversa les pots de pigments sur le coucal et s’enfuit, laissant ce dernier, le corps barbouillé de bleu et les ailes de couleur rouille (Hennache & Ottaviani 2006).

## Dénomination
Linné, en 1766, avait nommé scientifiquement cette espèce « Phasianus argus »,
littéralement « faisan argus », nom français que l’on retrouve dans des textes anciens
mais c’est Rafinesque, en 1815, qui a instauré le nom de genre « Argusianus ». Ce
nom générique est un adjectif latin dérivé du nom propre Argus (Argos, en grec),
fils d’Arestor et prince d’Argos (Péloponnèse), personnage mythologique aux cent
yeux dont cinquante restaient ouverts durant son sommeil. Il fut tué par Hermès et Héra qui semèrent ses yeux sur la queue d’un argus...

## Galerie

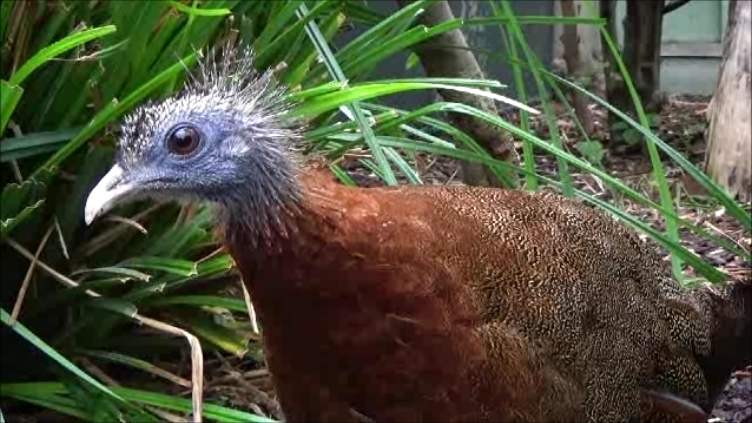
Ménagerie du jardin des plantes Paris/France (femelle)
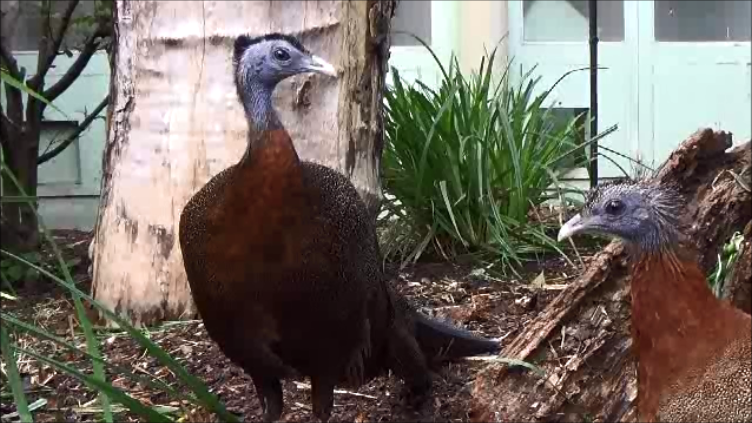
Ménagerie du jardin des plantes Paris/France (couple)
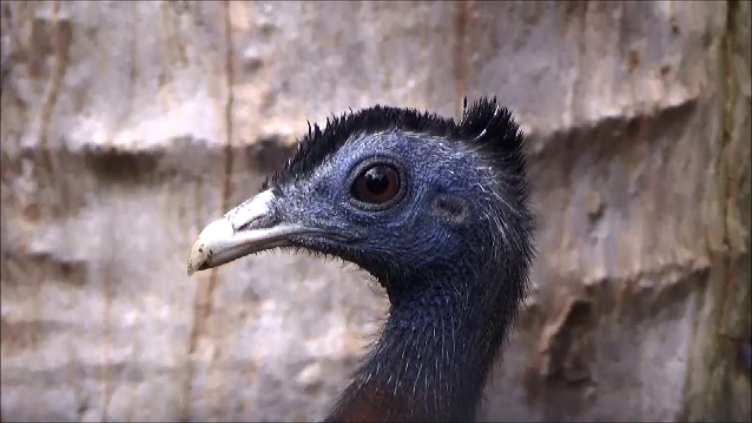
Ménagerie du jardin des plantes Paris/France (tête mâle)
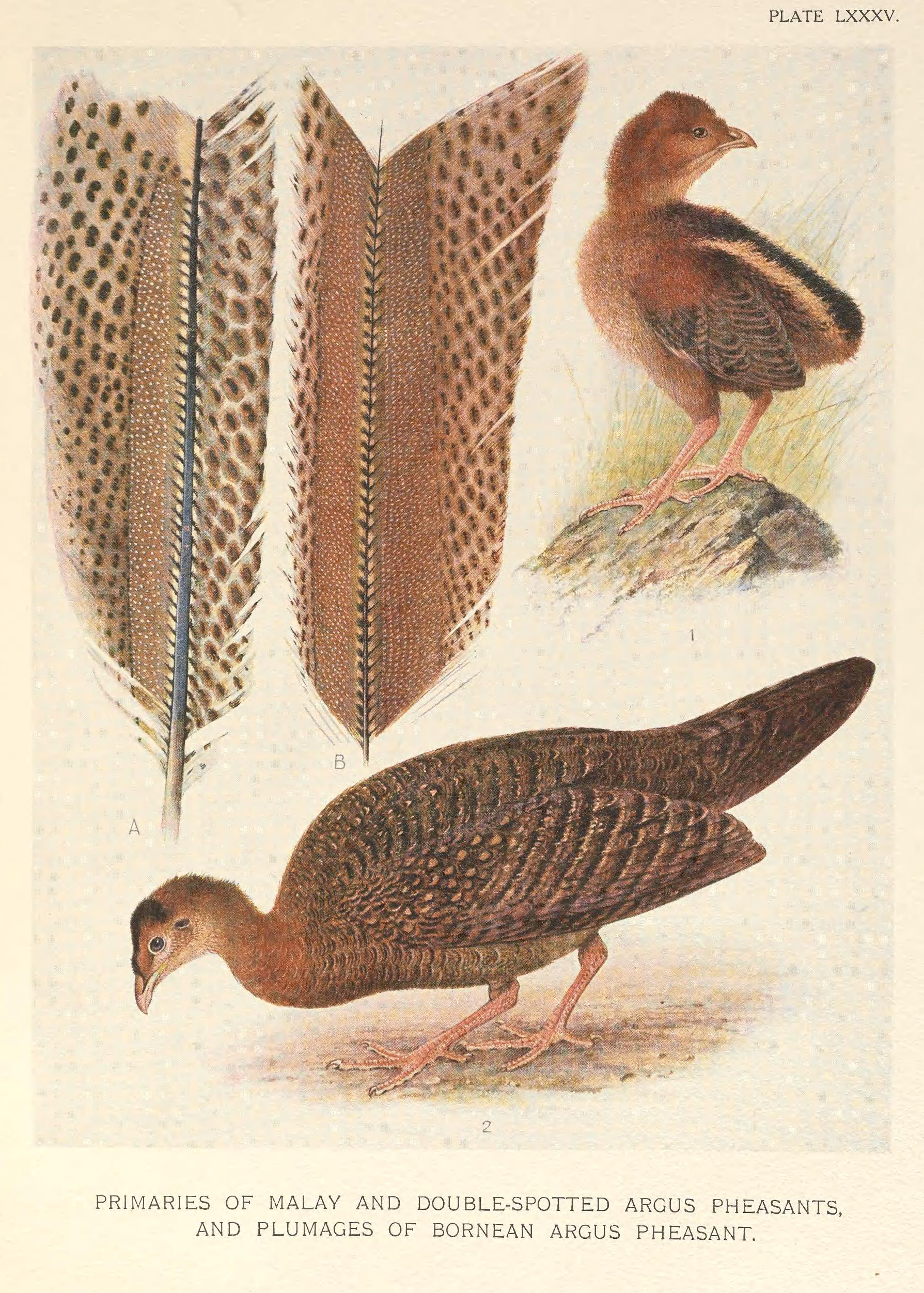
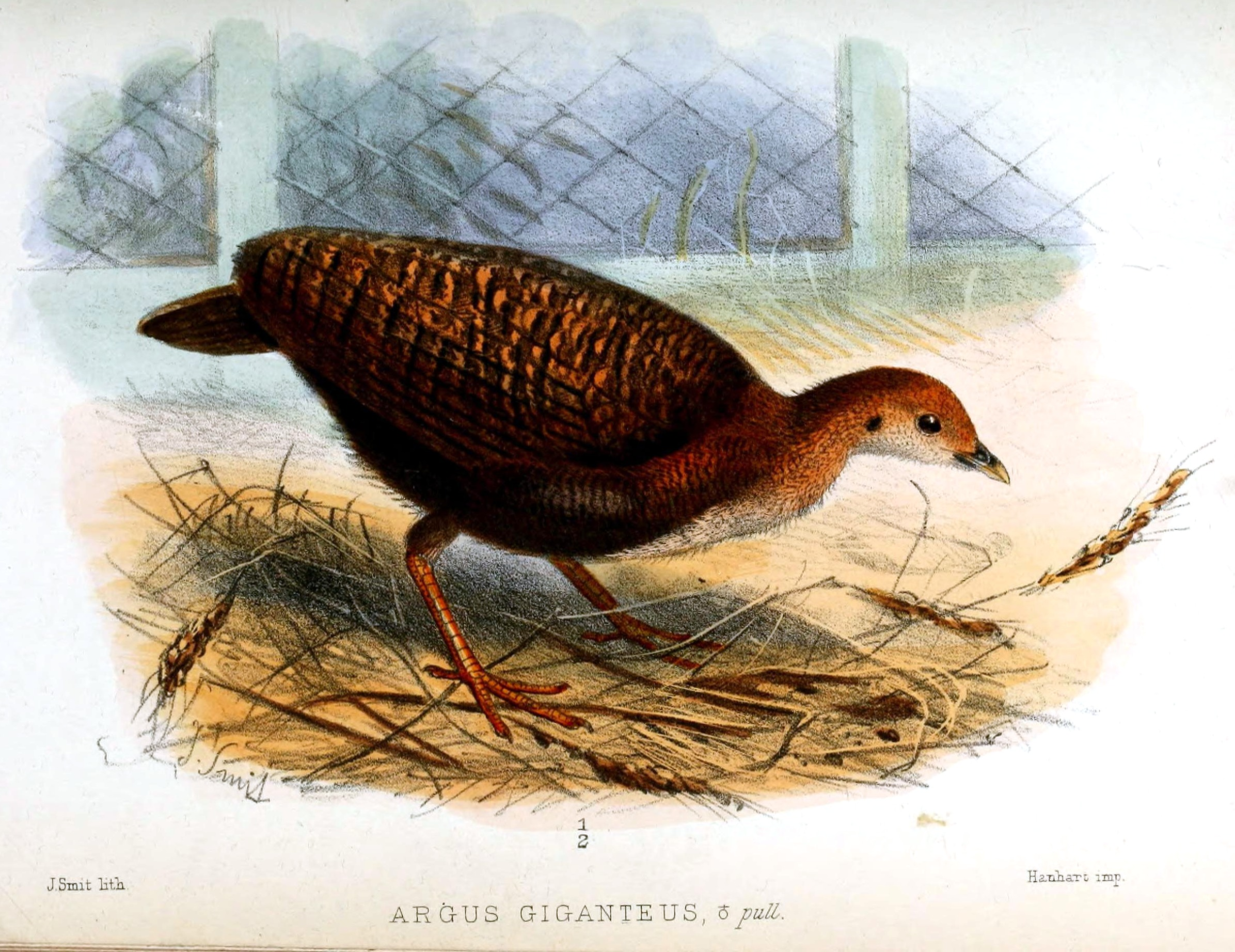
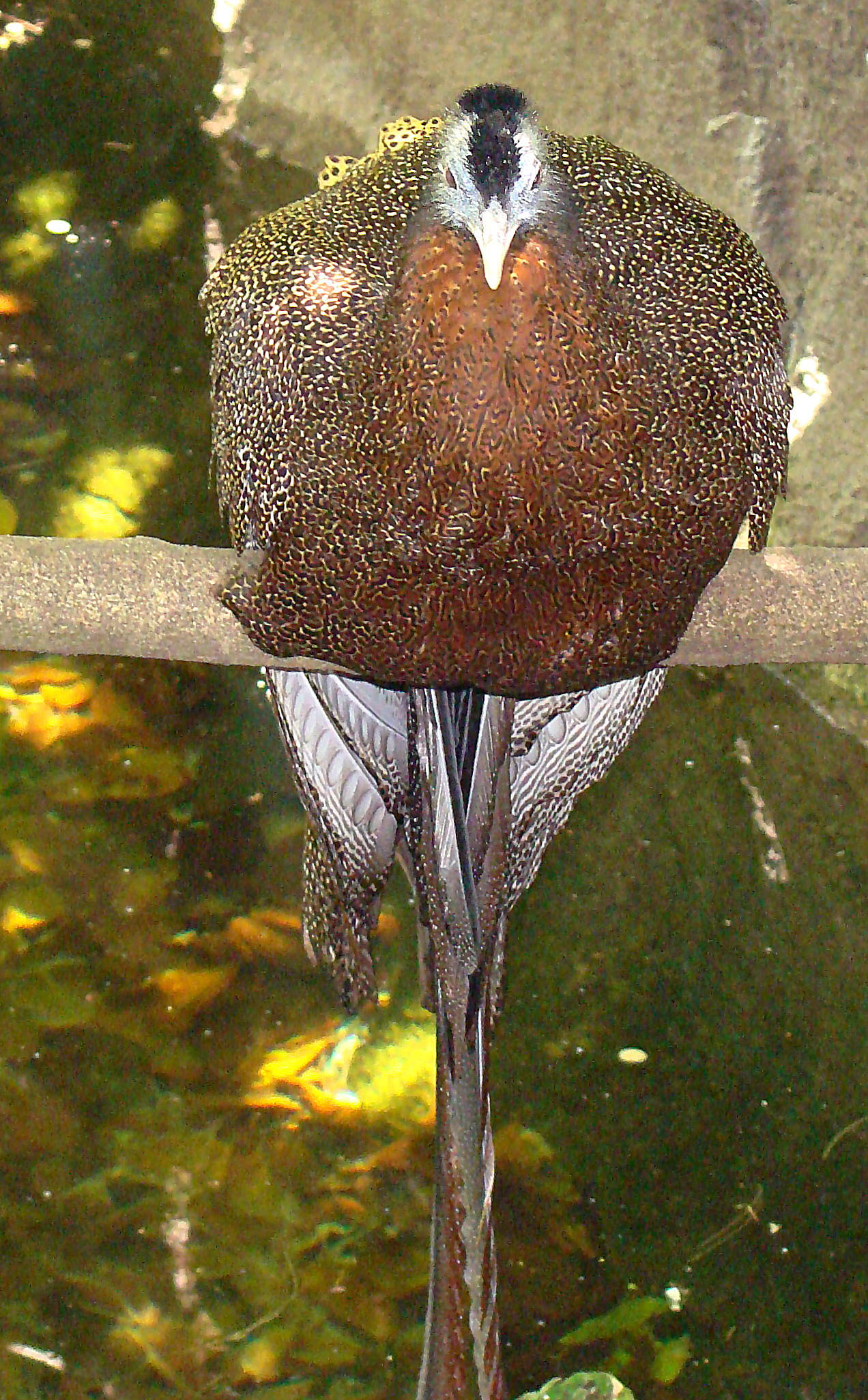
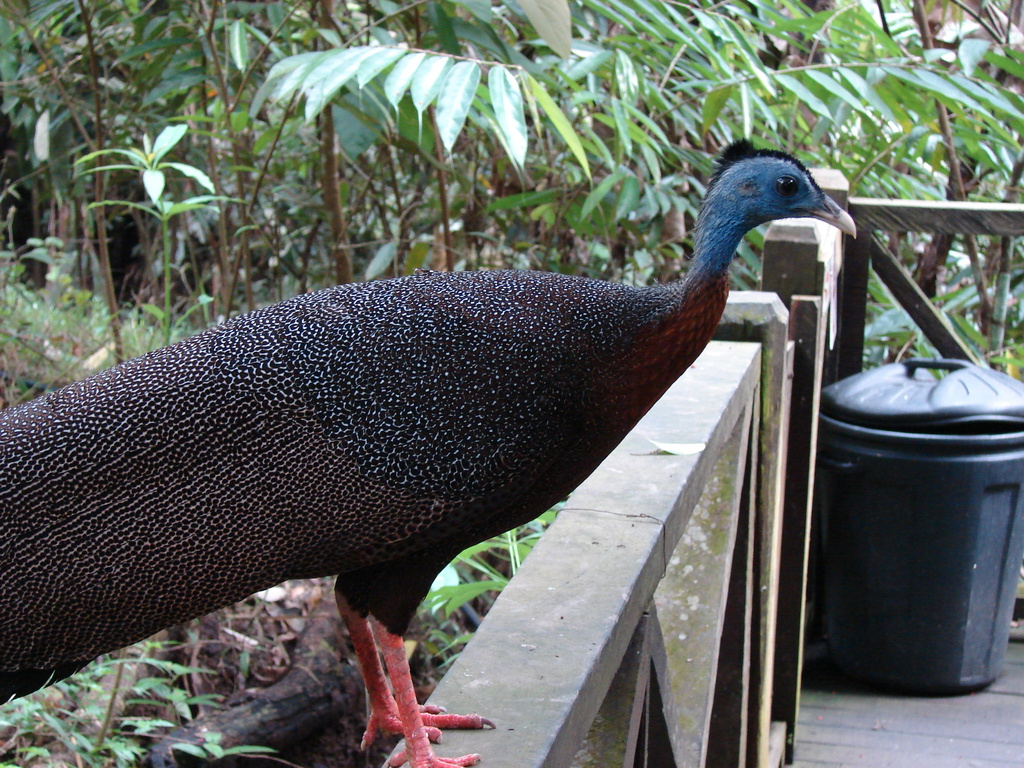
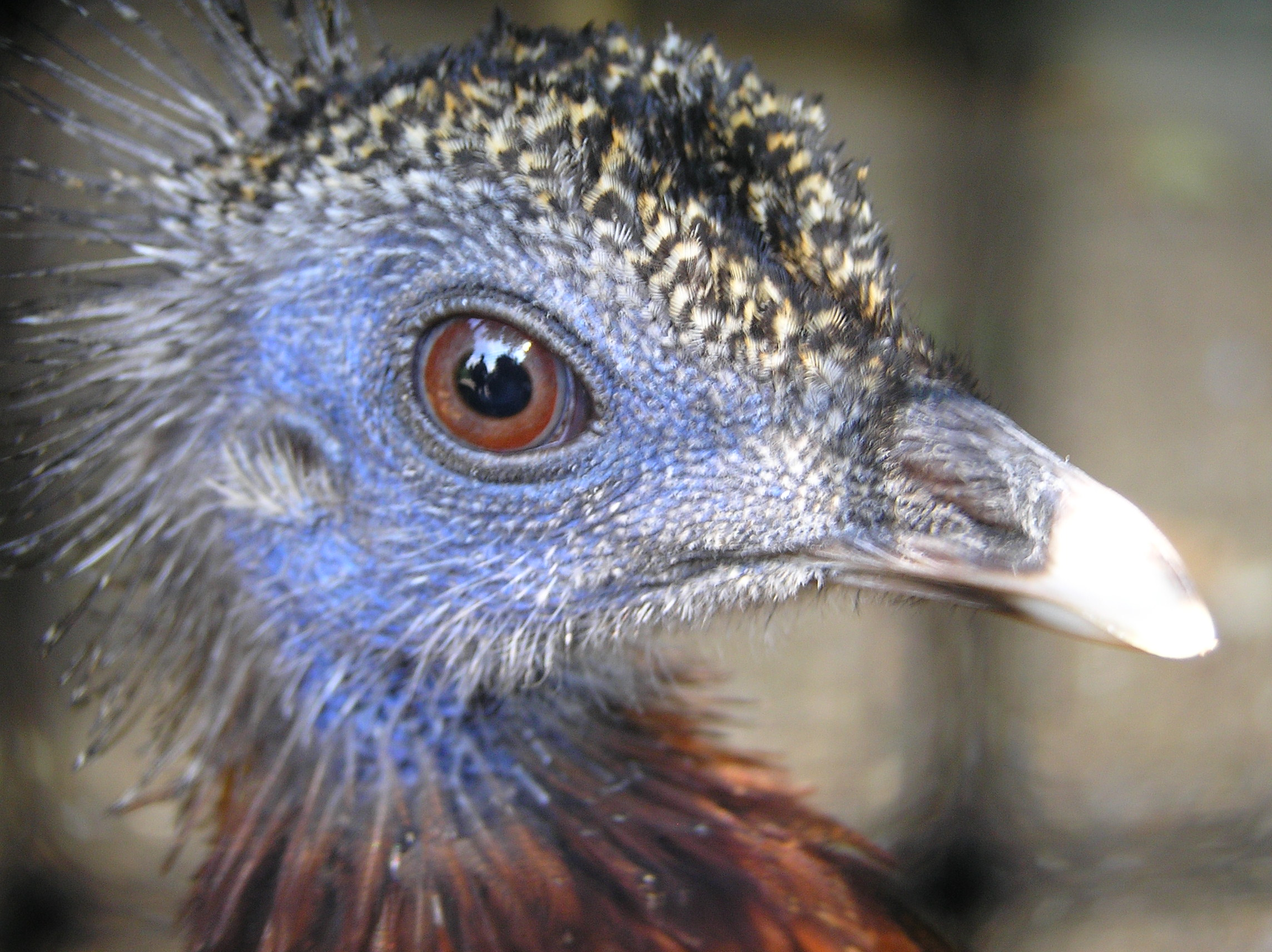
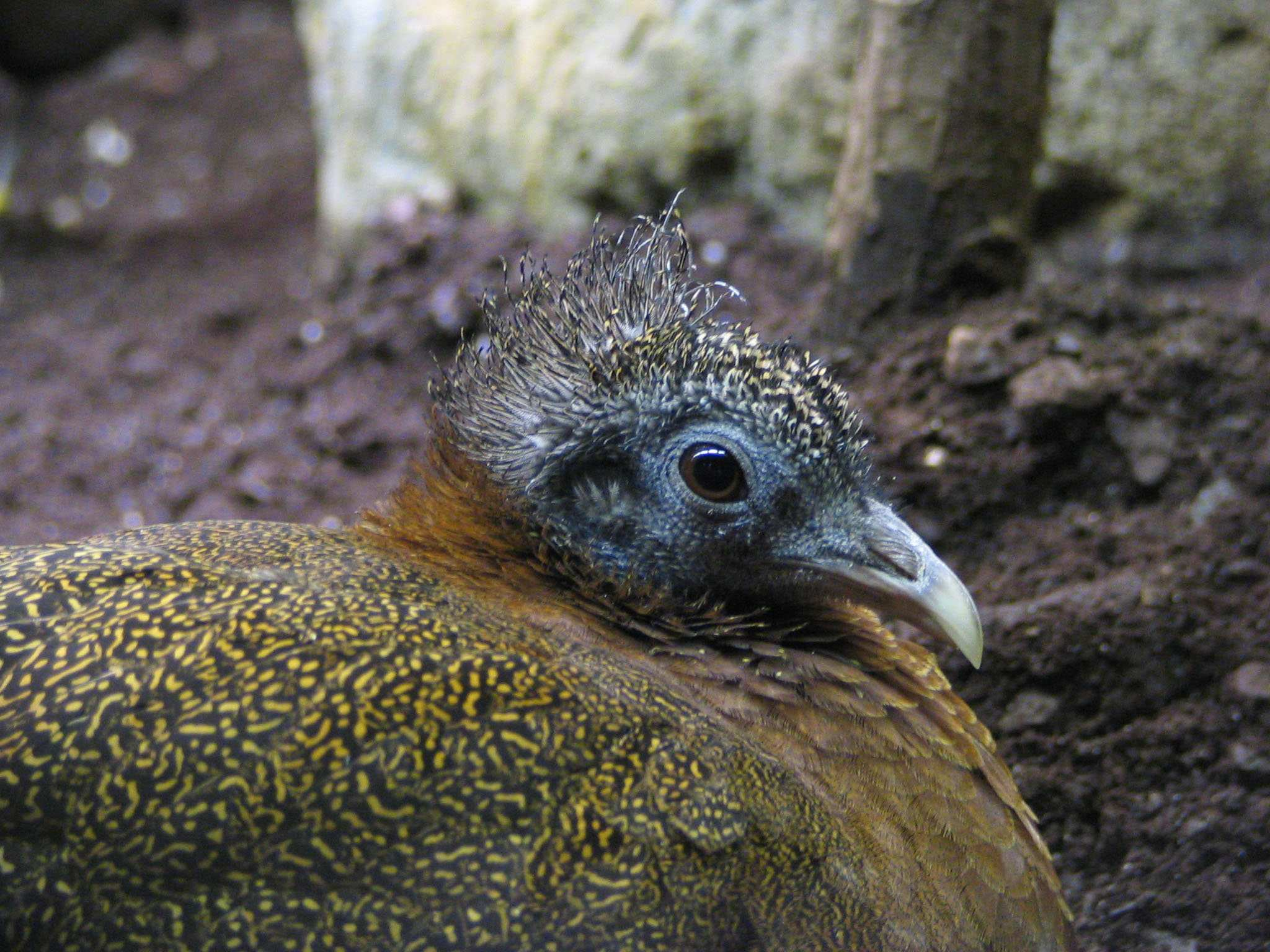
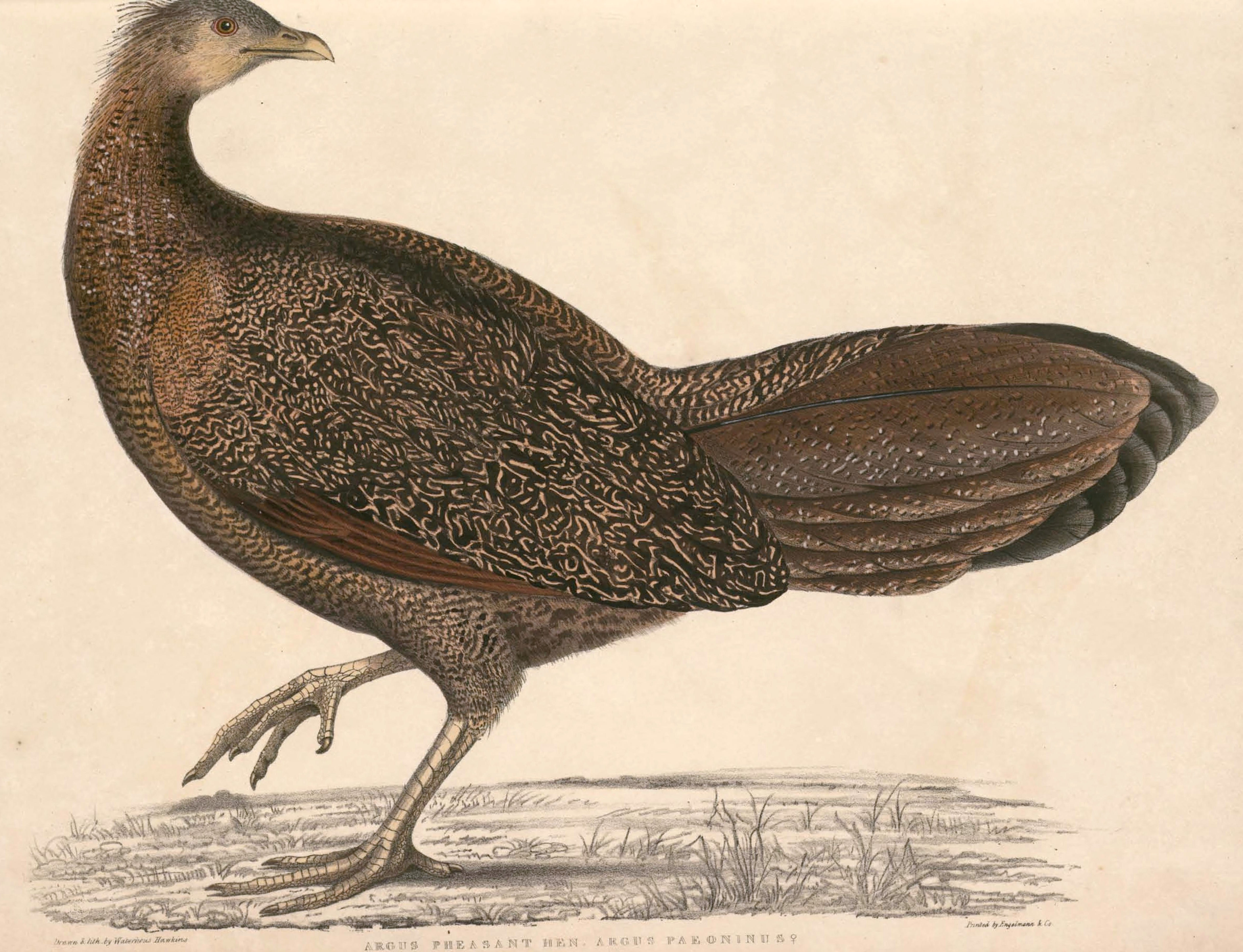
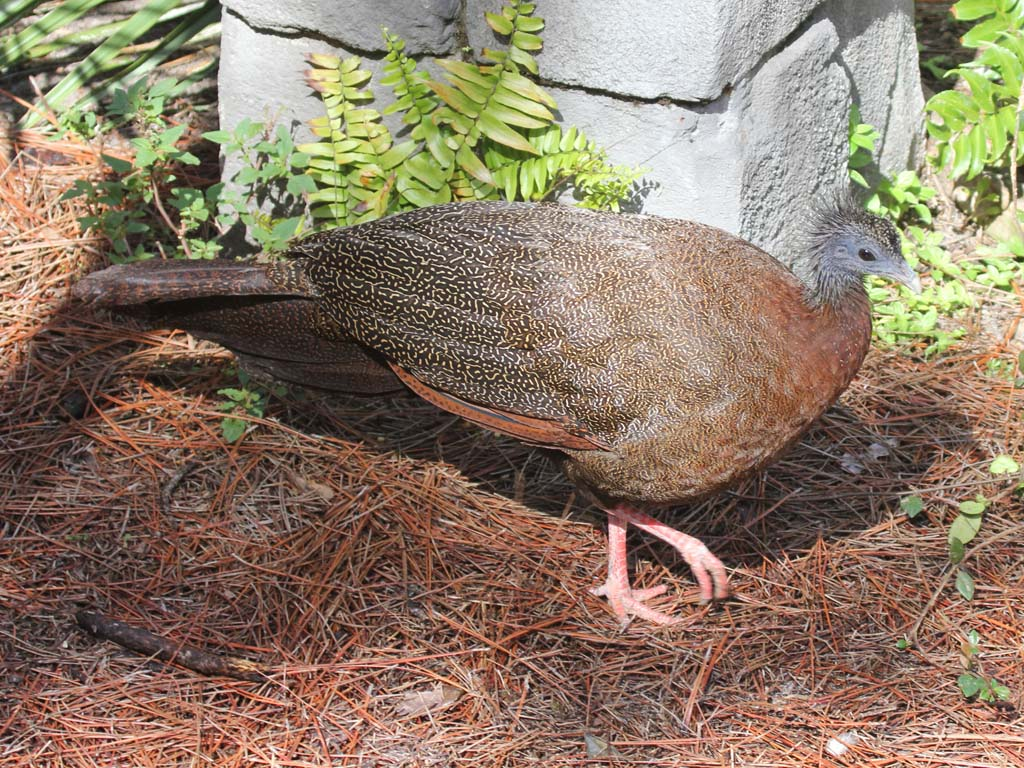
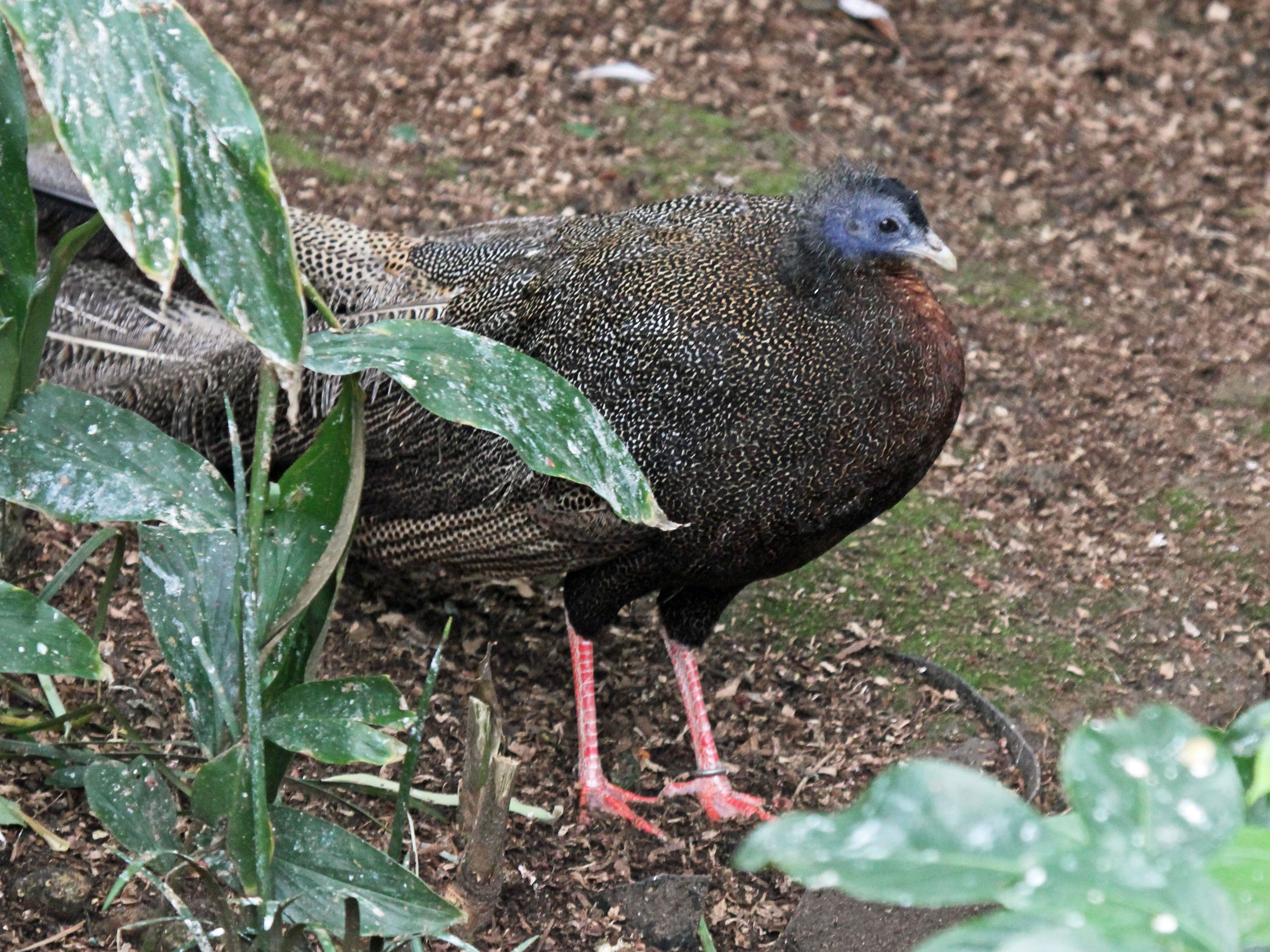
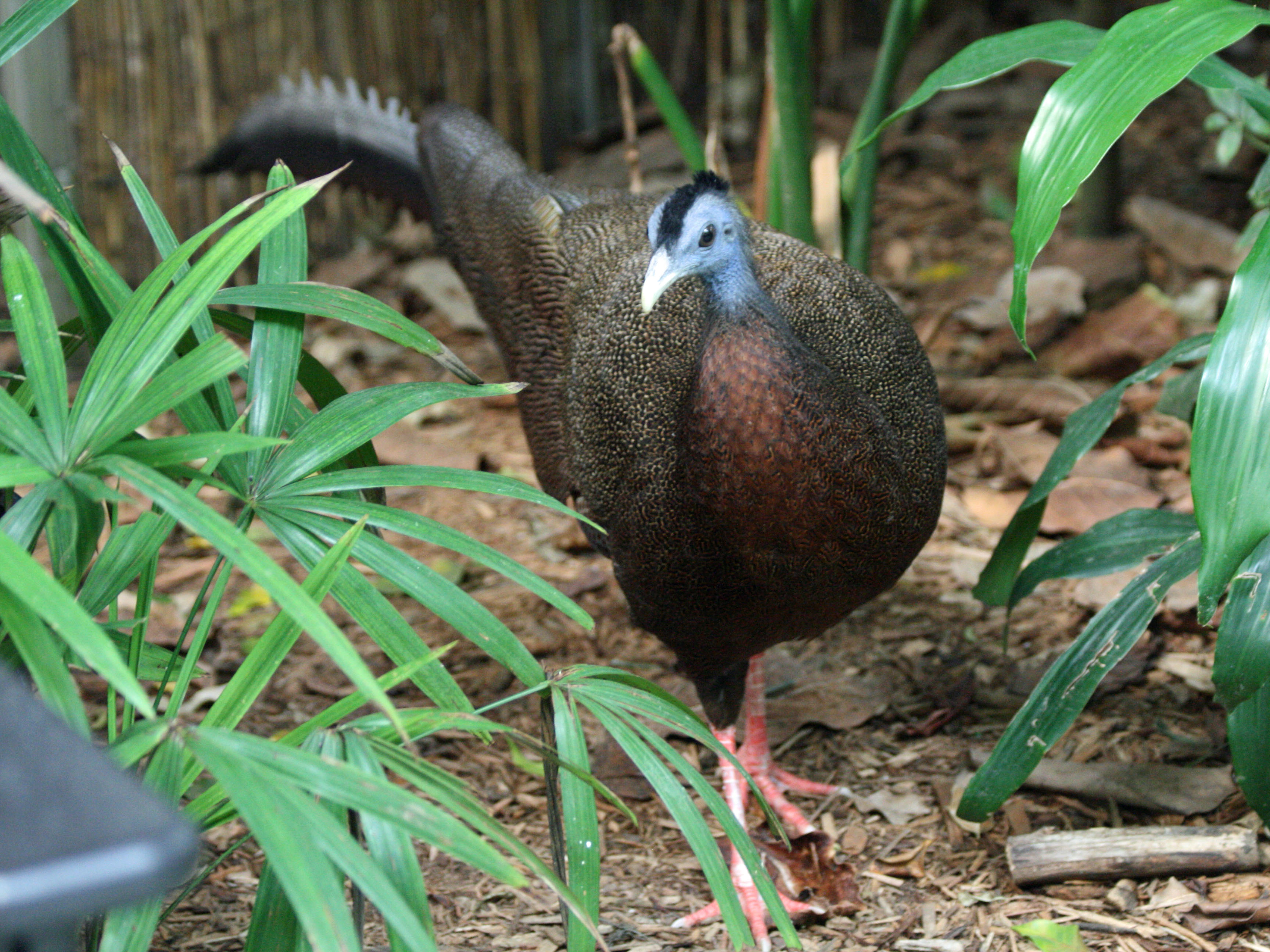
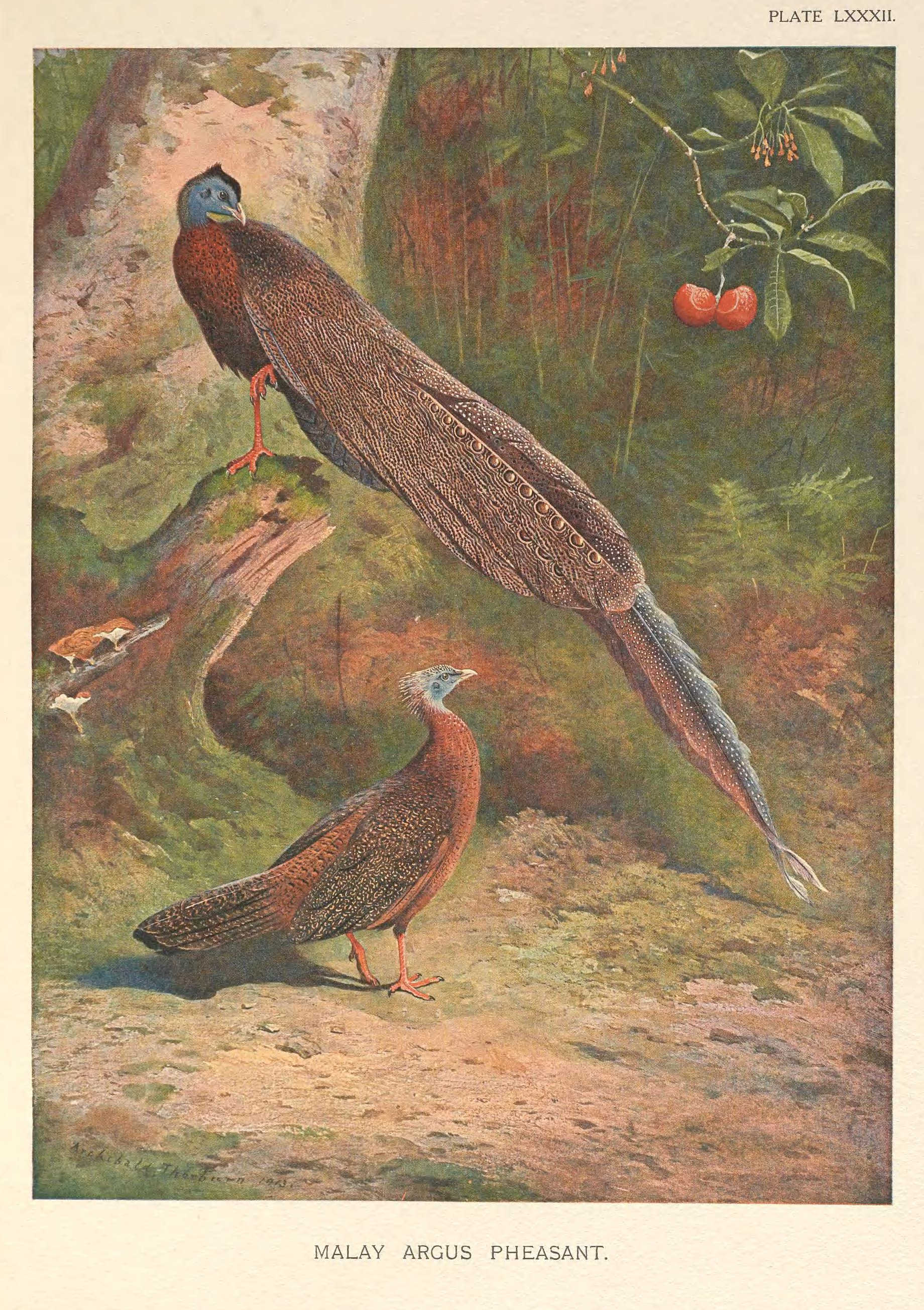
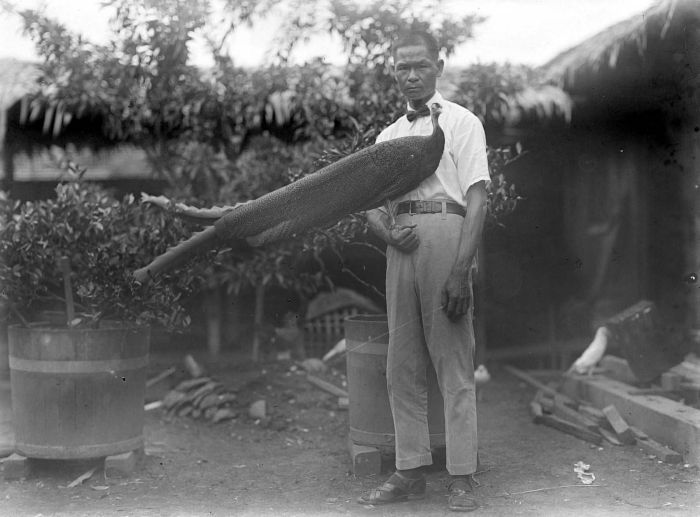
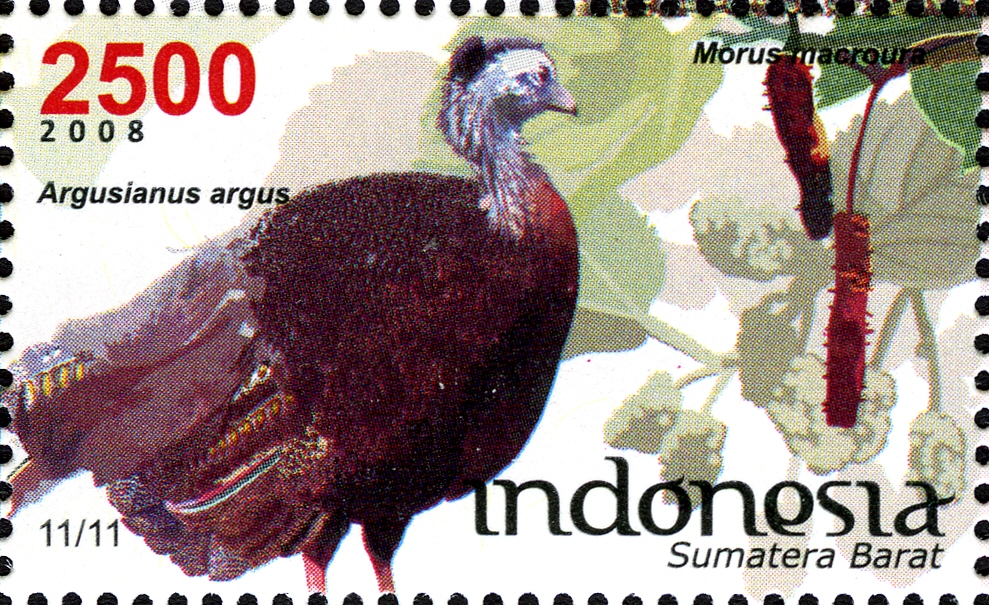
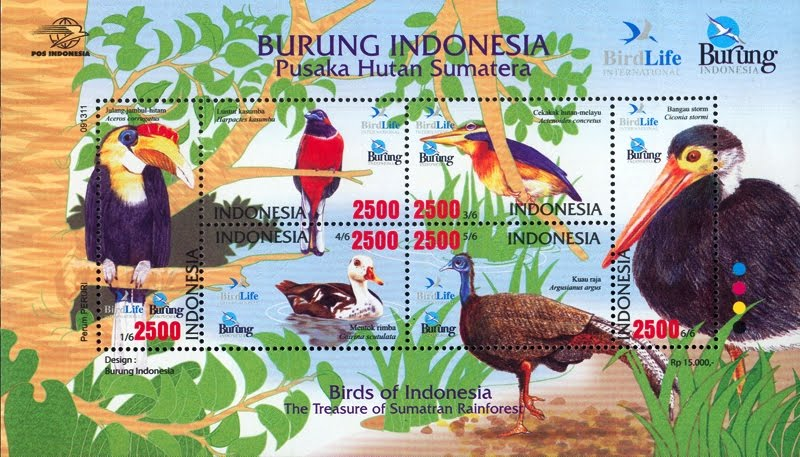